# Psednotrichia xyridopsis
Psednotrichia xyridopsis là một loài thực vật có hoa trong họ Cúc. Loài này được (O.Hoffm.) Anderb. & P.O.Karis miêu tả khoa học đầu tiên năm 1996.